# To katálava argá
Chansons représentant Chypre au Concours Eurovision de la chanson
Ánna Maria Léna
(1984) Tóra Zo
(1986)
To katálava argá, en grec Το κατάλαβα αργά (en français, Je l'ai compris trop tard) est la chanson représentant Chypre au Concours Eurovision de la chanson 1985, à Göteborg, en Suède. Elle est interprétée par Lía Víssi.

## Sélection
À l'issue d'un concours, To katálava argá interprétée par Lía Víssi est choisie par le public pour représenter Chypre.

## Eurovision
La chanson est la troisième de la soirée, suivant Eläköön elämä interprétée par Sonja Lumme pour la Finlande et précédant Sku' du spørg' fra no'en? interprétée par Hot Eyes pour le Danemark.
À la fin des votes, la chanson obtient 11 points et finit à la seizième place sur dix-neuf participants (ex aequo avec Miázoume interprétée par Takis Biniaris pour la Grèce.

### Points attribués à Chypre
| 12 points | 10 points | 8 points          | 7 points | 6 points  |
| --------- | --------- | ----------------- | -------- | --------- |
|           |           | - Grèce           |          |           |
| 5 points  | 4 points  | 3 points          | 2 points |           |
|           |           | - Italie - Suisse |          | - Irlande |